# Уме Еммануель
Уме Уме Еммануель (фр. Umeh Umeh Emmanuel, нар. 31 серпня 2004, Кеффі, Нігерія) — нігерійський футболіст, нападник швейцарського клубу «Цюрих».

## Ігрова кар'єра

### Клубна
Уме Емануель починав займатися футболом в Нігерії. Після чого переїхав до російського Геленджика.
У 2022 році футболіст приєднався до болгарського «Ботева» з Пловдива. 15 жовтня 2022 року футболіст дебютував на професійному рівні в першій команді «Ботева». 15 травня 2024 року в складі «Ботева» Емануель виграв Кубок Болгарії, а у фінальному матчі нападник став автором переможного голу «Ботева».
В липні 2024 року Емануель перейшов до швейцарського «Цюриха», з яким підписав п'ятирічний контракт.

### Збірна
У 2023 році в складі молодіжної збірної Нігерії Уме Емануель брав участь у молодіжному чемпіонаті світу в Аргентині. На турінрі футболіст провів п'ять матчів.

## Титули
Ботев
 Переможець Кубка Болгарії: 2023/24